# Hadnet Kidane
Pour les articles homonymes, voir Kidane.
Hadnet Asmelash Kidane, née le 17 juillet 1993 à Aksoum, est une cycliste éthiopienne,,.

## Palmarès
- 2013
  -  3e du championnat d'Afrique du contre-la-montre par équipes
- 2015
  -  3e du championnat d'Afrique de la course en ligne
  -  3e du contre-la-montre par équipes des Jeux africains